# Chrīstos Karypidīs
Chrīstos Karypidīs (in greco: Χρήστος Καρυπίδης; Salonicco, 2 dicembre 1982) è un ex calciatore greco, di ruolo difensore.

## Carriera
Dopo alcune stagioni trascorse in Grecia passa agli Hearts. Nel 2009 si trasferisce a Cipro, all'Omonia.

## Palmarès

### Club

#### Competizioni nazionali
- Campionato cipriota: 1

Omonia: 2009-2010
- Coppa di Cipro: 2

Omonia: 2011, 2012
- Supercoppa di Cipro: 1

Omonia: 2010